# 정두화
정두화(鄭斗和, 1882년 7월 24일 ~ 1939년 5월 1일)는 일제강점기의 조선귀족으로, 본관은 영일, 본적은 경성부 중부(中部) 판정동(板井洞)이며 남작 정주영의 장남이다.

## 생애
대한제국 시절인 1902년 내부주사와 내부참서관을 역임했다. 1914년 6월 10일 일본 정부로부터 남작 정주영(정두화의 아버지)의 사자(嗣子)로서 종5위에 서위되었으며 1915년 11월 10일 일본 정부로부터 다이쇼 대례 기념장을 받았다.
1918년 11월 7일 충남상업 설립에 참여했고 1920년 1월 24일 호서은행 취체역을 역임했다. 1919년 이강 공(의친왕) 전하(李堈 公 殿下) 국외 탈주 사건과 관련되어 체포되기도 했지만 1920년 6월 28일 재판에서 방면되었다.
1923년 6월 30일 자신의 아버지였던 정주영이 받은 남작 작위를 승계받았고 1928년 11월 16일 일본 정부로부터 쇼와 대례 기념장을 받으면서 정5위에 서위되었다. 1931년 단군신정봉찬회 이사를 역임했다.
친일파 708인 명단의 조선귀족 부문, 민족문제연구소의 친일인명사전 수록자 명단의 수작/습작 부문, 친일반민족행위진상규명위원회가 발표한 친일반민족행위 705인 명단에 포함되었다.

## 참고자료
- 친일반민족행위진상규명위원회 (2009). 〈정두화〉. 《친일반민족행위진상규명 보고서 Ⅳ-16》. 서울. 69~72쪽.